# IC 1289
IC 1289 ist eine Galaxie vom Hubble-Typ S im Sternbild Lyra am Nordsternhimmel. Sie ist schätzungsweise 254 Millionen Lichtjahre von der Milchstraße entfernt.
Das Objekt wurde am 19. Oktober 1887 von Lewis Swift entdeckt.